# چرخ‌دنگ (فیلم)
«چرخ‌دنگ» (انگلیسی: Escapement (film)) یک فیلم به کارگردانی مونتگومری تالی است که در سال ۱۹۵۸ منتشر شد.